# Volta a Burgos 2018
La Volta a Burgos 2018, 40a edició de la Volta a Burgos, és una competició ciclista per etapes que es disputà entre el 7 i l'11 d'agost de 2018 sobre un recorregut de 775 km, repartits entre 5 etapes.
El colombià Iván Ramiro Sosa (Androni Giocattoli-Sidermec) aconseguí la victòria final gràcies a la victòria en la darrera etapa. Completaren el podi el seu compatriota Miguel Ángel López (Astana Qazaqstan Team) i el català David de la Cruz (Team Sky).

## Equips
L'organització convidà a prendre part en la cursa a quatre equips World Tour, nou equips continentals professionals, i dos equips continentals:
| WorldTeams (4)- Sky - Astana - Movistar Team - Dimension Data Equips continentals professionals (9)- Burgos-BH - Euskadi Basque Country-Murias - Caja Rural-Seguros RGA - Delko-Marseille Provence-KTM - Direct Énergie - Fortuneo-Samsic - Androni Giocattoli-Sidermec - Nippo-Vini Fantini-Europa Ovini - Wilier Triestina-Selle Italia Equips continentals (2)- Polartec-Kometa - Fundación Euskadi |
| |

## Etapes
| Etapa    | Data      | Ciutats d'etapa                           | type                    | Distància (km) | Vencedor de l'etapa       | Líder de la general       |
| -------- | --------- | ----------------------------------------- | ----------------------- | -------------- | ------------------------- | ------------------------- |
| 1a etapa | 7 de ago  | Burgos – Burgos                           | etapa de mitja muntanya | 157            | Francesco Gavazzi         | Francesco Gavazzi         |
| 2a etapa | 8 de ago  | Belorado – Castrojeriz                    | etapa accidentada       | 163            | Matteo Moschetti          | Jon Aberasturi Izaga      |
| 3a etapa | 9 de ago  | Sedano – Espinosa de los Monteros         | etapa de muntanya       | 149            | Miguel Ángel López Moreno | Miguel Ángel López Moreno |
| 4a etapa | 10 de ago | San Pedro de Cardeña – Clunia             | etapa accidentada       | 165            | Carlos Barbero Cuesta     | Miguel Ángel López Moreno |
| 5a etapa | 11 de ago | Salas de los Infantes – Llacunes de Neila | etapa de muntanya       | 141            | Iván Ramiro Sosa Cuervo   | Iván Ramiro Sosa Cuervo   |

### Etapa 1
| \| Classificació de l'etapa \| Classificació de l'etapa \| Classificació de l'etapa \| Classificació de l'etapa \| Classificació de l'etapa \| \| Corredor \| Corredor \| Equip \| Temps \| \| \| ------------------------ \| ----------------------------- \| ------------------------------- \| ------------------------ \| ------------------------ \| \| 1r \| Francesco Gavazzi \| Androni Giocattoli-Sidermec \| 3h 48' 30" \| \| \| 2n \| Peio Bilbao López de Armentia \| Astana \| + 0" \| \| \| 3r \| Alexander Aranburu Deba \| Caja Rural-Seguros RGA \| + 0" \| \| \| 4t \| Marco Tizza \| Nippo-Vini Fantini-Europa Ovini \| + 0" \| \| \| 5è \| Jon Aberasturi Izaga \| Euskadi-Murias \| + 0" \| \| \| 6è \| Tao Geoghegan Hart \| Team Sky \| + 0" \| \| \| 7è \| Jonathan Lastra Martínez \| Caja Rural-Seguros RGA \| + 0" \| \| \| 8è \| Marco Canola \| Nippo-Vini Fantini-Europa Ovini \| + 5" \| \| \| 9è \| Garikoitz Bravo Oiarbide \| Euskadi-Murias \| + 5" \| \| \| 10è \| Merhawi Kudus \| Dimension Data \| + 5" \| \| |                               |                                 |            |
| |                               |                                 |            |
| Font: ProCyclingStats |                               |                                 |            |
| Classificació de l'etapa |                               |                                 |            |
| Corredor | Corredor                      | Equip                           | Temps      |
| 1r | Francesco Gavazzi             | Androni Giocattoli-Sidermec     | 3h 48' 30" |
| 2n | Peio Bilbao López de Armentia | Astana                          | + 0"       |
| 3r | Alexander Aranburu Deba       | Caja Rural-Seguros RGA          | + 0"       |
| 4t | Marco Tizza                   | Nippo-Vini Fantini-Europa Ovini | + 0"       |
| 5è | Jon Aberasturi Izaga          | Euskadi-Murias                  | + 0"       |
| 6è | Tao Geoghegan Hart            | Team Sky                        | + 0"       |
| 7è | Jonathan Lastra Martínez      | Caja Rural-Seguros RGA          | + 0"       |
| 8è | Marco Canola                  | Nippo-Vini Fantini-Europa Ovini | + 5"       |
| 9è | Garikoitz Bravo Oiarbide      | Euskadi-Murias                  | + 5"       |
| 10è | Merhawi Kudus                 | Dimension Data                  | + 5"       |

| \| Classificació general \| Classificació general \| Classificació general \| Classificació general \| Classificació general \| \| Corredor \| Corredor \| Equip \| Temps \| \| \| --------------------- \| ----------------------------- \| ------------------------------- \| --------------------- \| --------------------- \| \| 1r \| Francesco Gavazzi \| Androni Giocattoli-Sidermec \| 3h 48' 30" \| \| \| 2n \| Peio Bilbao López de Armentia \| Astana \| + 0" \| \| \| 3r \| Alexander Aranburu Deba \| Caja Rural-Seguros RGA \| + 0" \| \| \| 4t \| Marco Tizza \| Nippo-Vini Fantini-Europa Ovini \| + 0" \| \| \| 5è \| Jon Aberasturi Izaga \| Euskadi-Murias \| + 0" \| \| \| 6è \| Tao Geoghegan Hart \| Team Sky \| + 0" \| \| \| 7è \| Jonathan Lastra Martínez \| Caja Rural-Seguros RGA \| + 0" \| \| \| 8è \| Marco Canola \| Nippo-Vini Fantini-Europa Ovini \| + 5" \| \| \| 9è \| Garikoitz Bravo Oiarbide \| Euskadi-Murias \| + 5" \| \| \| 10è \| Merhawi Kudus \| Dimension Data \| + 5" \| \| |                               |                                 |            |
| |                               |                                 |            |
| Font: ProCyclingStats |                               |                                 |            |
| Classificació general |                               |                                 |            |
| Corredor | Corredor                      | Equip                           | Temps      |
| 1r | Francesco Gavazzi             | Androni Giocattoli-Sidermec     | 3h 48' 30" |
| 2n | Peio Bilbao López de Armentia | Astana                          | + 0"       |
| 3r | Alexander Aranburu Deba       | Caja Rural-Seguros RGA          | + 0"       |
| 4t | Marco Tizza                   | Nippo-Vini Fantini-Europa Ovini | + 0"       |
| 5è | Jon Aberasturi Izaga          | Euskadi-Murias                  | + 0"       |
| 6è | Tao Geoghegan Hart            | Team Sky                        | + 0"       |
| 7è | Jonathan Lastra Martínez      | Caja Rural-Seguros RGA          | + 0"       |
| 8è | Marco Canola                  | Nippo-Vini Fantini-Europa Ovini | + 5"       |
| 9è | Garikoitz Bravo Oiarbide      | Euskadi-Murias                  | + 5"       |
| 10è | Merhawi Kudus                 | Dimension Data                  | + 5"       |

### Etapa 2
| \| Classificació de l'etapa \| Classificació de l'etapa \| Classificació de l'etapa \| Classificació de l'etapa \| Classificació de l'etapa \| \| Corredor \| Corredor \| Equip \| Temps \| \| \| ------------------------ \| -------------------------- \| ------------------------------- \| ------------------------ \| ------------------------ \| \| 1r \| Matteo Moschetti \| Polartec-Kometa \| 3h 50' 04" \| \| \| 2n \| Jon Aberasturi Izaga \| Euskadi-Murias \| + 0" \| \| \| 3r \| Davide Ballerini \| Androni Giocattoli-Sidermec \| + 0" \| \| \| 4t \| Nelson Soto Martínez \| Caja Rural-Seguros RGA \| + 0" \| \| \| 5è \| Marco Canola \| Nippo-Vini Fantini-Europa Ovini \| + 0" \| \| \| 6è \| Carlos Barbero Cuesta \| Movistar Team \| + 0" \| \| \| 7è \| Yohann Gène \| Direct Énergie \| + 0" \| \| \| 8è \| Nicola Bagioli \| Nippo-Vini Fantini-Europa Ovini \| + 0" \| \| \| 9è \| Ángel Madrazo Ruiz \| Delko-Marseille Provence-KTM \| + 0" \| \| \| 10è \| David de la Cruz Melgarejo \| Team Sky \| + 0" \| \| |                            |                                 |            |
| |                            |                                 |            |
| Font: ProCyclingStats |                            |                                 |            |
| Classificació de l'etapa |                            |                                 |            |
| Corredor | Corredor                   | Equip                           | Temps      |
| 1r | Matteo Moschetti           | Polartec-Kometa                 | 3h 50' 04" |
| 2n | Jon Aberasturi Izaga       | Euskadi-Murias                  | + 0"       |
| 3r | Davide Ballerini           | Androni Giocattoli-Sidermec     | + 0"       |
| 4t | Nelson Soto Martínez       | Caja Rural-Seguros RGA          | + 0"       |
| 5è | Marco Canola               | Nippo-Vini Fantini-Europa Ovini | + 0"       |
| 6è | Carlos Barbero Cuesta      | Movistar Team                   | + 0"       |
| 7è | Yohann Gène                | Direct Énergie                  | + 0"       |
| 8è | Nicola Bagioli             | Nippo-Vini Fantini-Europa Ovini | + 0"       |
| 9è | Ángel Madrazo Ruiz         | Delko-Marseille Provence-KTM    | + 0"       |
| 10è | David de la Cruz Melgarejo | Team Sky                        | + 0"       |

| \| Classificació general \| Classificació general \| Classificació general \| Classificació general \| Classificació general \| \| Corredor \| Corredor \| Equip \| Temps \| \| \| --------------------- \| ----------------------------- \| ------------------------------- \| --------------------- \| --------------------- \| \| 1r \| Jon Aberasturi Izaga \| Euskadi-Murias \| 7h 38' 34" \| \| \| 2n \| Tao Geoghegan Hart \| Team Sky \| + 0" \| \| \| 3r \| Peio Bilbao López de Armentia \| Astana \| + 0" \| \| \| 4t \| Francesco Gavazzi \| Androni Giocattoli-Sidermec \| + 0" \| \| \| 5è \| Jonathan Lastra Martínez \| Caja Rural-Seguros RGA \| + 0" \| \| \| 6è \| Alexander Aranburu Deba \| Caja Rural-Seguros RGA \| + 0" \| \| \| 7è \| Marco Tizza \| Nippo-Vini Fantini-Europa Ovini \| + 0" \| \| \| 8è \| Marco Canola \| Nippo-Vini Fantini-Europa Ovini \| + 5" \| \| \| 9è \| Merhawi Kudus \| Dimension Data \| + 5" \| \| \| 10è \| Garikoitz Bravo Oiarbide \| Euskadi-Murias \| + 5" \| \| |                               |                                 |            |
| |                               |                                 |            |
| Font: ProCyclingStats |                               |                                 |            |
| Classificació general |                               |                                 |            |
| Corredor | Corredor                      | Equip                           | Temps      |
| 1r | Jon Aberasturi Izaga          | Euskadi-Murias                  | 7h 38' 34" |
| 2n | Tao Geoghegan Hart            | Team Sky                        | + 0"       |
| 3r | Peio Bilbao López de Armentia | Astana                          | + 0"       |
| 4t | Francesco Gavazzi             | Androni Giocattoli-Sidermec     | + 0"       |
| 5è | Jonathan Lastra Martínez      | Caja Rural-Seguros RGA          | + 0"       |
| 6è | Alexander Aranburu Deba       | Caja Rural-Seguros RGA          | + 0"       |
| 7è | Marco Tizza                   | Nippo-Vini Fantini-Europa Ovini | + 0"       |
| 8è | Marco Canola                  | Nippo-Vini Fantini-Europa Ovini | + 5"       |
| 9è | Merhawi Kudus                 | Dimension Data                  | + 5"       |
| 10è | Garikoitz Bravo Oiarbide      | Euskadi-Murias                  | + 5"       |

### Etapa 3
| \| Classificació de l'etapa \| Classificació de l'etapa \| Classificació de l'etapa \| Classificació de l'etapa \| Classificació de l'etapa \| \| Corredor \| Corredor \| Equip \| Temps \| \| \| ------------------------ \| ----------------------------- \| --------------------------- \| ------------------------ \| ------------------------ \| \| 1r \| Miguel Ángel López Moreno \| Astana \| 3h 59' 30" \| \| \| 2n \| Iván Ramiro Sosa Cuervo \| Androni Giocattoli-Sidermec \| + 0" \| \| \| 3r \| David de la Cruz Melgarejo \| Team Sky \| + 32" \| \| \| 4t \| Merhawi Kudus \| Dimension Data \| + 32" \| \| \| 5è \| Igor Antón Hernández \| Dimension Data \| + 32" \| \| \| 6è \| Tao Geoghegan Hart \| Team Sky \| + 52" \| \| \| 7è \| Peio Bilbao López de Armentia \| Astana \| + 57" \| \| \| 8è \| Rein Taaramäe \| Direct Énergie \| + 1' 04" \| \| \| 9è \| Sergio Pardilla Bellón \| Caja Rural-Seguros RGA \| + 1' 06" \| \| \| 10è \| Nick Schultz \| Caja Rural-Seguros RGA \| + 1' 22" \| \| |                               |                             |            |
| |                               |                             |            |
| Font: ProCyclingStats |                               |                             |            |
| Classificació de l'etapa |                               |                             |            |
| Corredor | Corredor                      | Equip                       | Temps      |
| 1r | Miguel Ángel López Moreno     | Astana                      | 3h 59' 30" |
| 2n | Iván Ramiro Sosa Cuervo       | Androni Giocattoli-Sidermec | + 0"       |
| 3r | David de la Cruz Melgarejo    | Team Sky                    | + 32"      |
| 4t | Merhawi Kudus                 | Dimension Data              | + 32"      |
| 5è | Igor Antón Hernández          | Dimension Data              | + 32"      |
| 6è | Tao Geoghegan Hart            | Team Sky                    | + 52"      |
| 7è | Peio Bilbao López de Armentia | Astana                      | + 57"      |
| 8è | Rein Taaramäe                 | Direct Énergie              | + 1' 04"   |
| 9è | Sergio Pardilla Bellón        | Caja Rural-Seguros RGA      | + 1' 06"   |
| 10è | Nick Schultz                  | Caja Rural-Seguros RGA      | + 1' 22"   |

| \| Classificació general \| Classificació general \| Classificació general \| Classificació general \| Classificació general \| \| Corredor \| Corredor \| Equip \| Temps \| \| \| --------------------- \| ----------------------------- \| --------------------------- \| --------------------- \| --------------------- \| \| 1r \| Miguel Ángel López Moreno \| Astana \| 11h 38' 14" \| \| \| 2n \| Iván Ramiro Sosa Cuervo \| Androni Giocattoli-Sidermec \| + 2" \| \| \| 3r \| Merhawi Kudus \| Dimension Data \| + 27" \| \| \| 4t \| David de la Cruz Melgarejo \| Team Sky \| + 34" \| \| \| 5è \| Igor Antón Hernández \| Dimension Data \| + 34" \| \| \| 6è \| Tao Geoghegan Hart \| Team Sky \| + 42" \| \| \| 7è \| Peio Bilbao López de Armentia \| Astana \| + 47" \| \| \| 8è \| Sergio Pardilla Bellón \| Caja Rural-Seguros RGA \| + 1' 08" \| \| \| 9è \| Louis Meintjes \| Dimension Data \| + 1' 36" \| \| \| 10è \| Alexander Aranburu Deba \| Caja Rural-Seguros RGA \| + 1' 39" \| \| |                               |                             |             |
| |                               |                             |             |
| Font: ProCyclingStats |                               |                             |             |
| Classificació general |                               |                             |             |
| Corredor | Corredor                      | Equip                       | Temps       |
| 1r | Miguel Ángel López Moreno     | Astana                      | 11h 38' 14" |
| 2n | Iván Ramiro Sosa Cuervo       | Androni Giocattoli-Sidermec | + 2"        |
| 3r | Merhawi Kudus                 | Dimension Data              | + 27"       |
| 4t | David de la Cruz Melgarejo    | Team Sky                    | + 34"       |
| 5è | Igor Antón Hernández          | Dimension Data              | + 34"       |
| 6è | Tao Geoghegan Hart            | Team Sky                    | + 42"       |
| 7è | Peio Bilbao López de Armentia | Astana                      | + 47"       |
| 8è | Sergio Pardilla Bellón        | Caja Rural-Seguros RGA      | + 1' 08"    |
| 9è | Louis Meintjes                | Dimension Data              | + 1' 36"    |
| 10è | Alexander Aranburu Deba       | Caja Rural-Seguros RGA      | + 1' 39"    |

### Etapa 4
| \| Classificació de l'etapa \| Classificació de l'etapa \| Classificació de l'etapa \| Classificació de l'etapa \| Classificació de l'etapa \| \| Corredor \| Corredor \| Equip \| Temps \| \| \| ------------------------ \| -------------------------- \| ------------------------------- \| ------------------------ \| ------------------------ \| \| 1r \| Carlos Barbero Cuesta \| Movistar Team \| 3h 55' 44" \| \| \| 2n \| Marco Tizza \| Nippo-Vini Fantini-Europa Ovini \| + 0" \| \| \| 3r \| Nicola Bagioli \| Nippo-Vini Fantini-Europa Ovini \| + 0" \| \| \| 4t \| Tao Geoghegan Hart \| Team Sky \| + 0" \| \| \| 5è \| Merhawi Kudus \| Dimension Data \| + 0" \| \| \| 6è \| Jonathan Lastra Martínez \| Caja Rural-Seguros RGA \| + 0" \| \| \| 7è \| Miguel Ángel López Moreno \| Astana \| + 0" \| \| \| 8è \| David de la Cruz Melgarejo \| Team Sky \| + 0" \| \| \| 9è \| Alexander Aranburu Deba \| Caja Rural-Seguros RGA \| + 0" \| \| \| 10è \| Jérémy Leveau \| Delko-Marseille Provence-KTM \| + 0" \| \| |                            |                                 |            |
| |                            |                                 |            |
| Font: ProCyclingStats |                            |                                 |            |
| Classificació de l'etapa |                            |                                 |            |
| Corredor | Corredor                   | Equip                           | Temps      |
| 1r | Carlos Barbero Cuesta      | Movistar Team                   | 3h 55' 44" |
| 2n | Marco Tizza                | Nippo-Vini Fantini-Europa Ovini | + 0"       |
| 3r | Nicola Bagioli             | Nippo-Vini Fantini-Europa Ovini | + 0"       |
| 4t | Tao Geoghegan Hart         | Team Sky                        | + 0"       |
| 5è | Merhawi Kudus              | Dimension Data                  | + 0"       |
| 6è | Jonathan Lastra Martínez   | Caja Rural-Seguros RGA          | + 0"       |
| 7è | Miguel Ángel López Moreno  | Astana                          | + 0"       |
| 8è | David de la Cruz Melgarejo | Team Sky                        | + 0"       |
| 9è | Alexander Aranburu Deba    | Caja Rural-Seguros RGA          | + 0"       |
| 10è | Jérémy Leveau              | Delko-Marseille Provence-KTM    | + 0"       |

| \| Classificació general \| Classificació general \| Classificació general \| Classificació general \| Classificació general \| \| Corredor \| Corredor \| Equip \| Temps \| \| \| --------------------- \| ----------------------------- \| --------------------------- \| --------------------- \| --------------------- \| \| 1r \| Miguel Ángel López Moreno \| Astana \| 15h 33' 58" \| \| \| 2n \| Iván Ramiro Sosa Cuervo \| Androni Giocattoli-Sidermec \| + 2" \| \| \| 3r \| Merhawi Kudus \| Dimension Data \| + 27" \| \| \| 4t \| David de la Cruz Melgarejo \| Team Sky \| + 34" \| \| \| 5è \| Igor Antón Hernández \| Dimension Data \| + 34" \| \| \| 6è \| Tao Geoghegan Hart \| Team Sky \| + 42" \| \| \| 7è \| Peio Bilbao López de Armentia \| Astana \| + 47" \| \| \| 8è \| Sergio Pardilla Bellón \| Caja Rural-Seguros RGA \| + 1' 08" \| \| \| 9è \| Louis Meintjes \| Dimension Data \| + 1' 36" \| \| \| 10è \| Alexander Aranburu Deba \| Caja Rural-Seguros RGA \| + 1' 39" \| \| |                               |                             |             |
| |                               |                             |             |
| Font: ProCyclingStats |                               |                             |             |
| Classificació general |                               |                             |             |
| Corredor | Corredor                      | Equip                       | Temps       |
| 1r | Miguel Ángel López Moreno     | Astana                      | 15h 33' 58" |
| 2n | Iván Ramiro Sosa Cuervo       | Androni Giocattoli-Sidermec | + 2"        |
| 3r | Merhawi Kudus                 | Dimension Data              | + 27"       |
| 4t | David de la Cruz Melgarejo    | Team Sky                    | + 34"       |
| 5è | Igor Antón Hernández          | Dimension Data              | + 34"       |
| 6è | Tao Geoghegan Hart            | Team Sky                    | + 42"       |
| 7è | Peio Bilbao López de Armentia | Astana                      | + 47"       |
| 8è | Sergio Pardilla Bellón        | Caja Rural-Seguros RGA      | + 1' 08"    |
| 9è | Louis Meintjes                | Dimension Data              | + 1' 36"    |
| 10è | Alexander Aranburu Deba       | Caja Rural-Seguros RGA      | + 1' 39"    |

### Etapa 5
| \| Classificació de l'etapa \| Classificació de l'etapa \| Classificació de l'etapa \| Classificació de l'etapa \| Classificació de l'etapa \| \| Corredor \| Corredor \| Equip \| Temps \| \| \| ------------------------ \| -------------------------- \| ------------------------------- \| ------------------------ \| ------------------------ \| \| 1r \| Iván Ramiro Sosa Cuervo \| Androni Giocattoli-Sidermec \| 3h 26' 37" \| \| \| 2n \| Miguel Ángel López Moreno \| Astana \| + 19" \| \| \| 3r \| Sergio Pardilla Bellón \| Caja Rural-Seguros RGA \| + 21" \| \| \| 4t \| David de la Cruz Melgarejo \| Team Sky \| + 21" \| \| \| 5è \| Igor Antón Hernández \| Dimension Data \| + 32" \| \| \| 6è \| Sebastián Henao Gómez \| Team Sky \| + 45" \| \| \| 7è \| Tao Geoghegan Hart \| Team Sky \| + 45" \| \| \| 8è \| Kenny Elissonde \| Team Sky \| + 47" \| \| \| 9è \| Filippo Zaccanti \| Nippo-Vini Fantini-Europa Ovini \| + 52" \| \| \| 10è \| Louis Meintjes \| Dimension Data \| + 59" \| \| |                            |                                 |            |
| |                            |                                 |            |
| Font: ProCyclingStats |                            |                                 |            |
| Classificació de l'etapa |                            |                                 |            |
| Corredor | Corredor                   | Equip                           | Temps      |
| 1r | Iván Ramiro Sosa Cuervo    | Androni Giocattoli-Sidermec     | 3h 26' 37" |
| 2n | Miguel Ángel López Moreno  | Astana                          | + 19"      |
| 3r | Sergio Pardilla Bellón     | Caja Rural-Seguros RGA          | + 21"      |
| 4t | David de la Cruz Melgarejo | Team Sky                        | + 21"      |
| 5è | Igor Antón Hernández       | Dimension Data                  | + 32"      |
| 6è | Sebastián Henao Gómez      | Team Sky                        | + 45"      |
| 7è | Tao Geoghegan Hart         | Team Sky                        | + 45"      |
| 8è | Kenny Elissonde            | Team Sky                        | + 47"      |
| 9è | Filippo Zaccanti           | Nippo-Vini Fantini-Europa Ovini | + 52"      |
| 10è | Louis Meintjes             | Dimension Data                  | + 59"      |

## Classificació final
| \| Classificació general \| Classificació general \| Classificació general \| Classificació general \| Classificació general \| \| Corredor \| Corredor \| Equip \| Temps \| \| \| --------------------- \| -------------------------- \| --------------------------- \| --------------------- \| --------------------- \| \| 1r \| Iván Ramiro Sosa Cuervo \| Androni Giocattoli-Sidermec \| 19h 00' 37" \| \| \| 2n \| Miguel Ángel López Moreno \| Astana \| + 17" \| \| \| 3r \| David de la Cruz Melgarejo \| Team Sky \| + 53" \| \| \| 4t \| Igor Antón Hernández \| Dimension Data \| + 1' 04" \| \| \| 5è \| Tao Geoghegan Hart \| Team Sky \| + 1' 25" \| \| \| 6è \| Sergio Pardilla Bellón \| Caja Rural-Seguros RGA \| + 1' 27" \| \| \| 7è \| Merhawi Kudus \| Dimension Data \| + 1' 41" \| \| \| 8è \| Sebastián Henao Gómez \| Team Sky \| + 2' 33" \| \| \| 9è \| Louis Meintjes \| Dimension Data \| + 2' 33" \| \| \| 10è \| Kenny Elissonde \| Team Sky \| + 2' 57" \| \| |                            |                             |             |
| |                            |                             |             |
| Font: ProCyclingStats |                            |                             |             |
| Classificació general |                            |                             |             |
| Corredor | Corredor                   | Equip                       | Temps       |
| 1r | Iván Ramiro Sosa Cuervo    | Androni Giocattoli-Sidermec | 19h 00' 37" |
| 2n | Miguel Ángel López Moreno  | Astana                      | + 17"       |
| 3r | David de la Cruz Melgarejo | Team Sky                    | + 53"       |
| 4t | Igor Antón Hernández       | Dimension Data              | + 1' 04"    |
| 5è | Tao Geoghegan Hart         | Team Sky                    | + 1' 25"    |
| 6è | Sergio Pardilla Bellón     | Caja Rural-Seguros RGA      | + 1' 27"    |
| 7è | Merhawi Kudus              | Dimension Data              | + 1' 41"    |
| 8è | Sebastián Henao Gómez      | Team Sky                    | + 2' 33"    |
| 9è | Louis Meintjes             | Dimension Data              | + 2' 33"    |
| 10è | Kenny Elissonde            | Team Sky                    | + 2' 57"    |

## Evolució de les classificacions
| Etapa                  | Vencedor               | Classificació general | Classificació per punts | Classificació de la muntanya | Classificació de les metes volants | Classificació dels joves | Classificació per equips |
| ---------------------- | ---------------------- | --------------------- | ----------------------- | ---------------------------- | ---------------------------------- | ------------------------ | ------------------------ |
| 1                      | Francesco Gavazzi      | Francesco Gavazzi     | Francesco Gavazzi       | Pablo Torres                 | Pablo Torres                       | Iván Ramiro Sosa         | Caja Rural-Seguros RGA   |
| 2                      | Matteo Moschetti       | Jon Aberasturi        | Jon Aberasturi          | Pablo Torres                 | Egoitz Fernández                   | Miguel Flórez López      | Caja Rural-Seguros RGA   |
| 3                      | Miguel Ángel López     | Miguel Ángel López    | Jon Aberasturi          | Pablo Torres                 | Pablo Torres                       | Iván Ramiro Sosa         | Dimension Data           |
| 4                      | Carlos Barbero         | Miguel Ángel López    | Miguel Ángel López      | Pablo Torres                 | Pablo Torres                       | Iván Ramiro Sosa         | Dimension Data           |
| 5                      | Iván Ramiro Sosa       | Iván Ramiro Sosa      | Miguel Ángel López      | Iván Ramiro Sosa             | Pablo Torres                       | Iván Ramiro Sosa         | Sky                      |
| Classificacions finals | Classificacions finals | Iván Ramiro Sosa      | Miguel Ángel López      | Iván Ramiro Sosa             | Pablo Torres                       | Iván Ramiro Sosa         | Team Sky                 |